# Apamea minor
Apamea minor är en fjärilsart som beskrevs av Shigero Sugi 1963. Apamea minor ingår i släktet Apamea och familjen nattflyn. Inga underarter finns listade i Catalogue of Life.